# 맷 맥고리
매슈 데이비드 맥고리(Matthew David McGorry, 1986년 4월 12일 ~)는 미국의 배우이다. 넷플릭스의 코미디 드라마 시리즈 《오렌지 이즈 더 뉴 블랙》의 존 베넷과 ABC의 드라마 《범죄의 재구성》의 애셔 밀스톤 역할로 유명하다.

## 어린 시절
맥고리는 뉴욕 맨해튼에서 나고 자랐으며, 아홉 살에 연기를 시작하였다. 그는 뉴욕의 피오렐로 H. 라구아디아 고등학교를 졸업하고 매사추세츠주 보스턴의 에머슨 대학에 진학하였다. 맥고리는 또한 보디빌더 경력도 가지고 있다. 맥고리는 유대법의 모계 혈통에 따라 유대인이며, 자신을 페미니스트로 정체화하고 여러 사회적 문제에 관심을 가지고 있다.

## 경력
맥고리는 2011년 ABC의 주간 연속극 《원 라이프 투 리브》를 통해 텔레비전에 데뷔하였다. 이후 《퍼슨 오브 인터레스트》, 《가십 걸》, 《로열 페인스》에 단역 게스트로 출연하였다. 2013년, 맥고리는 넷플릭스의 코미디 드라마 시리즈 《오렌지 이즈 더 뉴 블랙》의 조연인 교도관 존 베넷으로 출연하기 시작했다.
2014년, 맥고리는 피터 노워크의 드라마 시리즈 《범죄의 재구성》의 주연을 맡게 되었다. 같은 해에 인디 드라마 《하우 히 펠 인 러브》(How He Fell in Love)에도 캐스팅되었다.

## 필모그래피

### 영화
| 연도 | 제목                 | 역할             | 주            |
| ---- | -------------------- | ---------------- | ------------- |
| 2006 | Thursday             | 그레이 말콤      |               |
| 2006 | Gizor&Gorm           | 고엄             | 단편 영화     |
| 2008 | Killian              | 던컨             | 단편 영화     |
| 2010 | Public Access        | 블라도           | 단편 영화     |
| 2010 | Afghan Hound         | 톰               |               |
| 2015 | 래터                 | 마이클           |               |
| 2015 | How He Fell in Love  | 트래비스         |               |
| 2015 | Loserville           | 코치 캐시 해리스 |               |
| 2020 | 와인을 딸 시간       | 하바드           | 넷플릭스 영화 |
| 2021 | 겉보기엔 멀쩡한 남자 | 브렛             | 넷플릭스 영화 |

### 텔레비전
| 연도      | 제목                   | 역할             | 주                                                             |
| --------- | ---------------------- | ---------------- | -------------------------------------------------------------- |
| 2011      | 원 라이프 투 리브      | 스파이더 맨      | 3 에피소드                                                     |
| 2011      | 퍼슨 오브 인터레스트   | EMT No.1         | 에피소드: "Foe"                                                |
| 2012      | 가십 걸                | 개인 구매자      | 에피소드: "Crazy, Cupid, Love"                                 |
| 2012      | 로열 페인스            | EMT              | 에피소드: "You Give Love a Bad Name"                           |
| 2013      | 엘리멘트리             | 사무관 샘 클레코 | 에피소드: "Details"                                            |
| 2013-15   | 오렌지 이즈 더 뉴 블랙 | 존 베넷          | 25 에피소드 화면 배우 조상에 대한 뛰어난 성능을 앙상블에미리즈 |
| 2014–현재 | 범죄의 재구성          | 아셀 밀스톤      | 30 에피소드                                                    |
| 2015      | 퍼블릭 모럴스          | 미스터 포드      | 에피소드: "A Fine Line"                                        |